# Das Opfer Helena
Das Opfer Helena ist ein Original-Hörspiel von Wolfgang Hildesheimer aus dem Jahr 1955, das er 1959 zum Bühnenschauspiel umarbeitete. 1961 folgte eine weitere Neufassung.

## Inhalt
Das Werk beschreibt Teile des Troja-Stoffes aus der Sicht Helenas. Die 31-Jährige lebt unbefriedigt in der Ehe mit dem Spartanerkönig Menelaos. Sie sieht ihre Mitmenschen insgesamt eher kritisch, auch ihre allzu vollkommene Tochter Hermione. Als Menelaos von ihr verlangt, sich von dem Trojanerprinzen Paris entführen zu lassen, damit er einen Grund zum Krieg gegen Troja hat, erklärt ihm Helena, bei einem Krieg gebe es keinen Sieger. Sie setzt Hoffnungen auf Paris und möchte mit ihm auf eine idyllische Insel flüchten, um ihn zu einem liebenswürdigen Mann zu erziehen und den Krieg zu verhindern. Beide flüchten. An Bord des Schiffes klärt Paris Helena auf, dass seine Naivität nur gespielte Unschuld war und er sie nach Troja bringt, weil auch er den Krieg provozieren will. Helena resigniert.
Der zweite Teil des Werkes zeigt Helena nach dem Kriegsende wieder daheim in Sparta. Weder von Menelaos noch von ihrer Tochter Hermione wird sie verstanden. Helena bewegt sich zwischen Selbststilisierung zum Opfer, Kriegsgegnerschaft und Menschenverachtung.

## Hintergrund
Hildesheimers Position in der Bearbeitung des Troja-Stoffes ist deutlich von seiner Erfahrung mit Hitler-Deutschland und dem Zweiten Weltkrieg beeinflusst. Er kritisiert durch Helena jede Kriegstreiberei. In „Das Opfer Helena“ zeigt er weniger die femme fatale, als die enttäuschte Gesellschaftskritikerin, die an der Rollenhaftigkeit ihrer Mitmenschen und deren Moralphrasen leidet. Alle Menschen des Stückes möchten die anderen funktionalisieren. Auch Helena versucht zunächst, Paris zu instrumentalisieren, auch wenn sie in den schönen jungen Mann verliebt ist. Helena ist allerdings weitaus ehrlicher als die anderen Figuren des Stückes, die ihre Masken nicht zugeben.
Typisch für moderne Bearbeitungen des Troja-Stoffes ist, dass die Götter keine Rolle spielen.

## Produktionsübersichten
- 1955: Regie: Fritz Schröder-Jahn, mit Lola Müthel als Helena (NWDR Hamburg; Erstsendung: 11. Oktober 1955; Länge: 68:00 Minuten)[1]
- 1955: Regie: Gert Westphal, mit Hilde Hildebrand als Helena und Erzählerin (BR; Erstsendung: 18. Oktober 1955; Länge: 68:40 Minuten)[2]
- 1957: Regie: Hermann Brix, mit Gretl Elb als Helena (ORF Tirol; Erstsendung: 29. November 1957; Länge: 61:20 Minuten)[3]
- 1961: Regie: Heinz von Cramer, mit Ruth Hellberg als Helena (NDR; Erstsendung: 12. Februar 1961; Länge: 73:30 Minuten)[4]
- 1969: Regie: Ferry Bauer, mit Elfe Gerhart als Helena (ORF Oberösterreich; Erstsendung: 11. April 1969; Länge: 68:35 Minuten)[5]
- 1980: Regie: Peter Groeger, mit Annekathrin Bürger als Helena (Rundfunk der DDR; Erstsendung: 9. Oktober 1980; Länge: 90:31 Minuten)[6]